# El Secreto (álbum de Azúcar Moreno)
El Secreto es el decimocuarto álbum del dúo español Azúcar Moreno. El álbum es la producción más reciente del grupo, luego de 14 años de no hacer lanzamientos, producido por Luca Gemini, y su primera producción con BMG. Se lanzó el 4 de septiembre de 2020, durante la pandemia del COVID-19.

## Producción y lanzamiento
Desde su retorno en 2014, el dúo tuvo varios proyectos de álbumes de estudio, incluso grabando algunas canciones. Sin embargo, ninguno salió a la luz en su totalidad.
El 16 de octubre de 2019 se lanza el sencillo "El Secreto", que resultó ser la primera canción del álbum homónimo y hasta ese momento bajo la compañía Flash Music. Este sencillo fue el primero, entre otros 4 sencillos anteriores del dúo, en entrar en una lista de éxitos, al alcanzar el puesto número sesenta y tres en el ranking de ITunes.
A este le siguió "Pa' fuera" como el segundo sencillo bajo la compañía Sony BMG, que comenzó a producir el lanzamiento del álbum. Este sencillo, a pesar de no haber ingresado a una lista de éxitos, tuvo buena aceptación por parte de los fanes, ya que mantiene el estilo clásico del dúo. Los sencillos siguientes elegidos por la compañía fueron "Love Is Love", canción dedicada a la comunidad LGBT, y "Soy Yo".
En junio de 2020 se dio a conocer la portada del álbum y el último sencillo, titulado "La Cura". Más tarde, el 3 de julio del mismo año, se anunció la posibilidad de reservar el disco en formato físico, firmado por las cantantes.
Finalmente, el 4 de septiembre de 2020 se produce el lanzamiento de El Secreto, que entró en el ranking de los 100 álbumes más vendidos de España, manteniéndose en el puesto número cincuenta y cinco durante 1 semana.

## Promoción
La promoción de los sencillos y del disco se centró en los programas de televisión españoles y en algunos programas de radio como Radiolé y Tarde lo que tarde, que se extendió hasta 2022.
| Año  | Programa            | Canal                 |
| ---- | ------------------- | --------------------- |
| 2019 | Luar TVG            | Televisión de Galicia |
| 2019 | Especial Nochevieja | Televisión Española   |
| 2019 | Bamboleo            | Televisión de Galicia |
| 2019 | Espejo Público      | Televisión Española   |
| 2020 | Corazón             | Televisión Española   |
| 2020 | Shangay             | Shangay               |
| 2021 | Especial Nochebuena | Televisión Española   |
| 2022 | El Show de Bertin   | Canal Sur Televisión  |

## Lista de temas
1. El Secreto
2. La Cura
3. Love Is Love
4. Soy Yo
5. Hazme Recordar
6. Déjate de Tonterías
7. Uh la la
8. Quiero Enloquecer
9. Pa' Fuera

## Sencillos
| Fecha      | Nombre       |
| ---------- | ------------ |
| 19/10/2019 | El Secreto   |
| 6/3/2020   | Pa' fuera    |
| 3/4/2020   | Love Is Love |
| 30/4/2020  | Soy yo       |
| 4/6/2020   | La Cura      |

## Posicionamiento
| Año  | Lista                | Posición |
| ---- | -------------------- | -------- |
| 2020 | Spain Albums Top 100 | 55       |

| Año  | Lista         | Posición |
| ---- | ------------- | -------- |
| 2020 | iTunes Charts | 47       |